# Athyrium pangteyi
Athyrium pangteyi är en majbräkenväxtart som beskrevs av Fraser-jenk. Athyrium pangteyi ingår i släktet Athyrium och familjen Athyriaceae. Inga underarter finns listade.